# HNKオリイェント1919
HNKオリイェント1919（HNK Orijent 1919）は、クロアチアのリエカ・スシャクをホームタウンとするサッカークラブである。

## 歴史
1919年にスシャクでオリイェント (Orijent) として創設された。1923年5月20日に行われたNK HAŠKザグレブ戦でスタディオン・クリメヤが開場した。第二次世界大戦後は1946年から1953年までの間にイェディンストヴォ (Jedinstvo)、プリモリェ (Primorje)、ブドゥチノスト (Budućnost) に改称されたが、1953年にオリイェントの名前が復活した。
1968年に優勝してユーゴスラビア・ドルガ・リーガに昇格した。1968-69シーズンはドルガリーガ・西地域で優勝して昇格プレーオフに進出したが、準決勝で同・北地域で2位のFKツルヴェンカに敗れてユーゴスラビア・プルヴァ・リーガ昇格を逃した。
1980-81シーズンのユーゴスラビアカップは1回戦でNKザグレブ、2回戦でOFKベオグラードに勝利して準々決勝に進出したが、FKブドゥチノスト・ポドゴリツァにPK戦で敗れた。1982-83シーズンにもNKオシエク、NKオリンピア・リュブリャナに勝利して準々決勝に進出したが、FKサラエヴォにPK戦で敗れた。
クロアチア独立後、1996年にプルヴァHNLに昇格した。スタディオン・クリメヤでのプルヴァHNL最初の試合は引き分けに終わったHNKリエカ戦で、1996年9月8日に行われたHNKツィバリア戦で初勝利を挙げた。1996-97シーズンは14位に終わり、ドルガHNLに降格した。1997-98シーズンにフルヴァツキ・ノゴメトニ・クプで準々決勝に進出したが、NKヴァルテクス・ヴァラジュディンにPK戦で敗れた。
2014年に破産し、HNKオリイェント1919 (HNK Orijent 1919) として再創設された。2014-15シーズンはプリモリェ＝ゴルスキ・コタル郡の1部リーグに所属した。2018-19シーズンにドルガHNLに昇格した。

## 獲得タイトル
- ユーゴスラビア・ドルガ・リーガ：1回
  - 1968-69

## 歴代監督
- ヨシップ・スコブラル 1979-1981
- ムラデン・ムラデノビッチ 2006-2008

## 歴代所属選手
- ダリオ・クネジェヴィッチ 2000-2002